# Licopodi
Lycopodium és un gènere de plantes vasculars sense llavor de la família de les licopodiàcies, coneguts popularment com a licopodis o peus de llop.

## Etimologia
Etimològicament, Lycopodium prové de grec lýkos que significa "llop" i –pódion que significa "peu", ja que les extremitats de les seves branques s'assemblen a un peu de llop. Tant a l'interior de la península Ibèrica com a altres països d'Europa es coneixen aquestes plantes amb el nom genèric de "peu de llop".

## Característiques
Com tots els pteridòfits, presenten alternança de generacions i l'individu que veiem correspon a l'esporòfit diploide. Són plantes que no tenen mai flors, terrestres o epífites, molt ramoses, erectes, postrades, amb fulles (microfil·les) petites, simples, sovint espiculades i que cobreixen tota la tija i les branques. Les fulles fèrtils (esporofil·les) es troben reunides al capdamunt de la tija formant uns estròbils (una mena de pinyes allargassades). A l'axil·la d'aquestes esporofil·les hi ha els esporangis que són molt petits, pràcticament microscòpics, però s'agrupen en sorus prou evidents.

## Història natural
El gènere Lycopodium es reprodueix sexualment per espores. Tanmateix, és més comú que es multipliquin vegetativament (fase asexual) a través de rizomes.

## Taxonomia
Hi ha aproximadament 200 espècies, amb 37 tàxons àmpliament distribuïts en climes temperats i tropicals, encara que solen estar confinats a muntanyes als tròpics. A Catalunya hi trobem només dues espècies: Lycopodium clavatum i Lycopodium annotinum.

## Espècies autòctones als Països Catalans
Lycopodium clavatum i Lycopodium annotinum es troben a Catalunya concretament als Pirineus. També hi són presents el licopodi selago, Huperzia selago, (amb les esporofil·les situades a la part mitjana de la tija i que no formen estròbils) i el licopodi alpí, Diphasiastrum alpinum, (amb estròbils terminals, però fulles molt curtes (2-4 mm) fermament aplicades a la tija formant quatre rengles), que tradicionalment també han estat considerades part del gènere Lycopodium

## Usos
La pols d'espores (coneguda com a sofre vegetal) és groguenca i, especialment la pols de Lycopodium clavatum, s'ha usat molt en focs artificials, per a pintures, per a explosius, com antiadherent en preservatius i com a coberta de píndoles. És també utilitzat com a estabilitzador de gelats. El terme "màscara de Lycopodium" s'usa per descriure un tipus de màscara flamejant usada per algunes bandes de música o artistes a l'escenari, com Rammstein, en el tema Feuer frei!, del film xXx.
En experiments de física, la pols s'usa per fer ones sonores visibles en l'aire i per a observació i mesurament. Per exemple, Chester Carlson va utilitzar espores de Lycopodium en els seus experiments per a demostrar la xerografia.